# Marie Walewska
Marie Walewska (originaltitel: Conquest) är en amerikansk film från 1937 i regi av Clarence Brown. Titelrollen, grevinnan Maria Walewska, spelas av Greta Garbo. Den andra huvudrollen, kejsar Napoleon Bonaparte, spelas av Charles Boyer.

## Handling
Handlingen rör sig kring den franske kejsaren Napoleon Bonaparte och hans kärlek till den polska grevinnan Marie Walewska i början av 1800-talet. Filmen öppnar med en scen från Polen där ryska kosacker angriper Marie Walewskas hem. Polens fiender har ockuperat landet och polackernas hopp står nu till Frankrike och kejsar Napoleon som ses som räddaren. När Marie får höra att Napoleon är i Polen beger hon sig ensam till en by där han skall byta hästar för att träffa honom. Han blir betagen av den vackra grevinnan och när han återser henne på en bal i Warszawa förälskar han sig i henne. Problemet är att hon redan är gift med den 75-årige greve Walewski (Henry Stephenson) och hon har ingen avsikt att lämna sin man. Hennes landsmän övertalar ändå Marie att besöka Napoleon och försöka övertala honom att stöda Polen militärt. När greve Walewski får reda på Maries svek lämnar han henne.
Tiden går och Marie återser Napoleon nästa gång när han söker härbärge med sin armé vid hennes gods. Hon avvisar honom först men sedan han förklarat sin vision för det framtida Europa mjuknar hon och förälskar sig i honom. De får en kort lycklig tid tillsammans och Marie väntar deras barn. Hennes lycka förstörs dock när hon får höra att Napoleon ämnar gifta sig med en habsburgsk prinsessa för att skapa en stark dynasti. Marie berättar inte om barnet hon bär på utan reser sin väg.
Först senare när Napoleon hamnat i exil på ön Elba reser hon till honom och visar honom deras son, Alexander. Marie hoppas nu att Napoleon kan leva ett lugnt liv tillsammans med henne men han har fortfarande inte givit upp hoppet att återta makten i Europa. Han återvänder i hemlighet till Frankrike men besegras vid slaget vid Waterloo. Han kommer nu att överlämnas till engelsmännen och tar ett sista farväl av sin älskade Marie.

## Om filmen
Filmen Marie Walewska hör till Greta Garbos största filmer. Produktionen är typisk för MGM:s stora satsningar från 1930-talet som helt byggts upp kring Garbos personlighet. Även om rollen som Napoleons älskarinna inte hör till Garbos bästa prestationer så är filmen mycket välgjord. Scenerier, musik och inte minst kostymer och rekvisita är av högsta klass. Tidsepoken är troget återgiven och Charles Boyer synnerligen övertygande som kejsar Napoleon. Garbo är strålande vacker som den tragiska, olyckliga hjältinnan som än en gång offras på kärlekens altare. Under sin karriär gestaltade hon flera historiska litterära figurer (Kameliadamen, Anna Karenina, Drottning Kristina) som alla på olika sätt lider, kämpar och ibland dör för sin olyckliga kärlek. Marie Walewska är ett gott exempel på denna typ av romantisk-tragiska storfilmer som gjordes för henne.

## Rollista
- Greta Garbo – grevinnan Marie Walewska
- Charles Boyer – kejsar Napoleon Bonaparte
- Reginald Owen – Tallyrand
- Alan Marshal – kapten D'Ornano
- Henry Stephenson – greve Walewski
- Leif Erickson – Paul Lachinski
- Dame May Whitty – Laetitia Bonaparte
- Maria Ouspenskaya – grevinnan Pelagia Walewska
- C. Henry Gordon – prins Poniatowski
- Claude Gillingwater – Stephan, Maries betjänt
- Vladimir Sokoloff – en dödende soldat
- George F. Houston – marskalk George Duroc [2]